# Onečišćavanje zraka
Onečišćavanje zraka ili onečišćenje zraka je odstupanje od njegova normalnoga sastava zbog prisutnosti stranih tvari (onečišćivala) u koncentraciji u kojoj one u kraćem vremenu ne uzrokuju izravnu štetu za zdravlje ljudi ili drugih živih organizama, dok je zagađivanje, kao posljedica ljudskoga djelovanja, unošenje stranih tvari u zrak u koncentraciji u kojoj one u kraćem ili duljem vremenu uzrokuju izravnu štetu po okoliš i živa bića te ugrožavaju ljudsko zdravlje. 
Glavna su onečišćivala i zagađivala aerosoli, lebdeće čestice raspršene u zraku (dim, čađa, prašina, čestice teških metala i njihovih spojeva, ulje, soli), zatim oksidi ugljika, sumpora i dušika, ugljikovodici (na primjer metan, butan, benzen), fotokemijski produkti (na primjer ozon u nižim dijelovima atmosfere), drugi anorganski (sumporna i dušična kiselina, sumporovodik, amonijak) i organski spojevi (organske kiseline, alkoholi), radioaktivne tvari. Mnogi onečišćivači prirodnoga su podrijetla, na primjer proizvodi vulkanskih erupcija te metabolizma i raspadanja organizama. 
Glavni izvori zagađivanja zraka različiti su industrijski procesi, promet, postrojenja za dobivanje energije te spaljivanje šuma, raslinja na poljoprivrednim površinama i raznovrsnog otpada. 
Glavne su posljedice onečišćenja i zagađenja zraka staklenički učinak, ozonske rupe, fotokemijski i industrijski smog te kisele kiše, što ugrožava ljudsko zdravlje, cjelokupni život na Zemlji i mnoge proizvode ljudske djelatnosti. Zagađivanje zraka može se smanjiti ili spriječiti uporabom katalitičkih pretvornika i bezolovnoga benzina u automobilima, hvatanjem zagađivala u industrijskim postrojenjima (filtri, ciklonsko odvajanje, ispiralice, precipitatori za taloženje), uporabom obnovljivih izvora energije i smanjenjem njezine potrošnje, uporabom čistijih goriva, recikliranjem otpada i drugim.

## Objašnjenje
Izgaranjem fosilnih goriva velik dio oslobođene energije beskorisno odlazi u atmosferu, a tek se manji dio pretvara u koristan rad. Produkti izgaranja su vrlo opasni plinovi (sumporni dioksid) koji onečišćuju zrak. Rafinerije nafte u atmosferu otpuštaju amonijak, različite organske kiseline, sumporni dioksid, spojeve ugljikovodika. Veliki su zagađivači zraka i nadzvučni zrakoplovi koji ispuštaju puno dušikovih oksida, a motorna vozila u atmosferu otpuštaju znatne količine ugljičnog dioksida, ugljičnog monoksida i dušikovog oksida.
U većim gradovima i industrijskim središtima zdravstveni problem predstavljaju dim, čađa i smog. Mjerenja Državnog zavoda za meteorologiju pokazuju da 60 % sumpornog dioksida dolazi iz susjednih, industrijski razvijenih zemalja. Zagađenost zraka nije problem nekog određenog područja jer strujanjem zraka zagađuju se sva područja. Dušikovi i sumporovi oksidi izgaranjem fosilnih goriva odlaze u zrak i miješaju se s kišom, što uzrokuje kisele kiše. One uzrokuju koroziju metalnih i kamenih predmeta, promjene na lišću, mijenjaju sastav tla, zagađuju rijeke, potoke, jezera i cijeli ekosustav vodenog staništa. Veliki zagađivači zraka su i freoni (umjetne tvari koje se primjenjuju u hladnjacima i sprejevima). Ispušteni u atmosferu, izazivaju njezino zagrijavanje. Zbog freona u stratosferi nastaju ozonske rupe, jer freoni razaraju ozon koji štiti Zemlju od prodora ultraljubičastih zraka. Kako klima postaje toplija, Zemljin ekosustav postaje sve sušniji, pa time i podložniji požarima. Čovjek, koji je uvelike pridonio globalnom zatopljenju uništavanjem zelenih staništa za račun širenja gradova, industrijalizacije, ekspanzivnog poljodjelstva i stalnog porasta potrošnje energije za pogon automobila i kućne potrebe danas zbog toga plaća veliku cijenu.

## Poveznice
- Onečišćavanje mora
- Onečišćenje